# Liste de voies nommées dans le cadre d'un jumelage

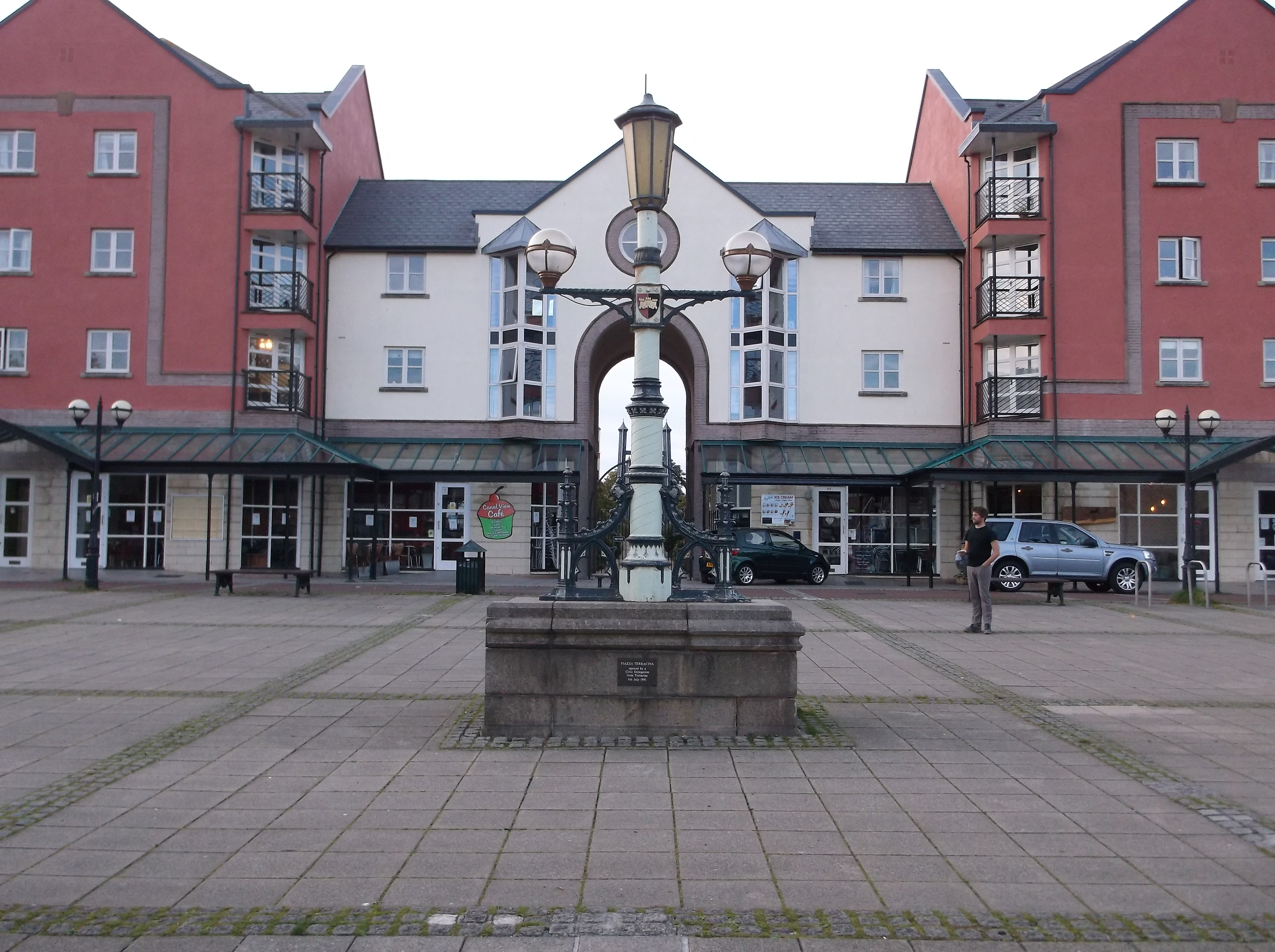
Piazza Terracina à Exeter (nom de voie en italien en Angleterre). Une plaque d’inauguration se trouve sur le socle du lampadaire.

Cet article recense les voies ayant reçu un nom de localité jumelée à celle où elle se trouve. À travers ces dénominations, les municipalités cherchent couramment à renforcer les liens du jumelage, tout en portant une information à la population. Certaines de ces voies sont inaugurées lors d’une cérémonie en présence d’une délégation de la ville jumelée.
À noter que cette liste ne prend en compte que les voies explicitement dénommées en raison d’un jumelage : ne répondent ainsi pas aux critères des cas comme la rue de Rome à Paris (dénomination antérieure), ou comme les rues de Mouscron et de Tourcoing (dénomination par proximité).

## Liste
| Nom de la voie                                                                     | Coordonnées                  | Localisation           | Pays        | Ville jumelée                 | Ancien nom                                                                        | Date de début |
| ---------------------------------------------------------------------------------- | ---------------------------- | ---------------------- | ----------- | ----------------------------- | --------------------------------------------------------------------------------- | ------------- |
| Allée Bad-Oldesloe                                                                 | 47° 51′ 55″ N, 1° 53′ 10″ E  | Olivet                 | France      | Bad Oldesloe                  |                                                                                   | 2001          |
| Rue de Boreham                                                                     | 48° 34′ 36″ N, 2° 08′ 12″ O  | Beaussais-sur-Mer      | France      | Boreham                       |                                                                                   | 2018          |
| Rue de la Moravie-du-Sud (russe : Южно-Моравская улица, Ioujno-Moravskaïa oulitsa) | 51° 39′ 13″ N, 39° 07′ 05″ E | Voronej                | Russie      | Brno                          |                                                                                   | 1970          |
| Place de Castrop-Rauxel (anglais : Castrop-Rauxel Square)                          | 53° 41′ 05″ N, 1° 30′ 06″ O  | Wakefield              | Royaume-Uni | Castrop-Rauxel                |                                                                                   |               |
| Boulevard de Constance                                                             | 48° 24′ 13″ N, 2° 41′ 13″ E  | Fontainebleau          | France      | Constance                     |                                                                                   |               |
| Rue de Cotonou                                                                     | 48° 46′ 04″ N, 2° 28′ 11″ E  | Créteil                | France      | Cotonou                       |                                                                                   | 1992          |
| Rue de Couëron                                                                     | 50° 28′ 37″ N, 4° 32′ 43″ E  | Fleurus                | Belgique    | Couëron                       |                                                                                   | 2015          |
| Rue de Folkestone                                                                  | 50° 43′ 38″ N, 1° 36′ 00″ E  | Boulogne-sur-Mer       | France      | Folkestone                    | Rue de Boston                                                                     | 1957          |
| Allée de Fontainebleau (allemand : Fontainebleau-Allee)                            | 47° 40′ 07″ N, 9° 12′ 12″ E  | Constance              | Allemagne   | Fontainebleau                 |                                                                                   |               |
| Rue de Gournay (anglais : Gournay Road)                                            | 50° 52′ 14″ N, 0° 14′ 30″ E  | Hailsham               | Royaume-Uni | Gournay-en-Bray               |                                                                                   |               |
| Rue de Hailsham                                                                    | 49° 28′ 29″ N, 1° 43′ 09″ E  | Gournay-en-Bray        | France      | Hailsham                      |                                                                                   |               |
| Rue de Hirschau                                                                    | 47° 47′ 33″ N, 7° 20′ 16″ E  | Kingersheim            | France      | Hirschau                      |                                                                                   |               |
| Rue de Kingersheim (allemand : Kingersheimer Straße                                | 48° 30′ 06″ N, 8° 59′ 55″ E  | Hirschau               | Allemagne   | Kingersheim                   |                                                                                   |               |
| Rond-point Ville-de-Leiria                                                         | 43° 34′ 37″ N, 1° 33′ 01″ E  | Quint-Fonsegrives      | France      | Leiria                        | Rond-point de l’Olivier                                                           | 2019          |
| Rue Lesignano                                                                      | 45° 42′ 42″ N, 4° 44′ 49″ E  | Chaponost              | France      | Lesignano de' Bagni           |                                                                                   | 2016          |
| Rue de Loria                                                                       | 43° 58′ 25″ N, 1° 20′ 12″ E  | Bressols               | France      | Loria                         |                                                                                   |               |
| Rond-point de Louny                                                                | 48° 22′ 36″ N, 2° 48′ 01″ E  | Moret-Loing-et-Orvanne | France      | Louny                         |                                                                                   | 2013          |
| Rond-point de Melksham                                                             | 48° 24′ 45″ N, 2° 43′ 33″ E  | Avon                   | France      | Melksham                      |                                                                                   | 2010          |
| Rue de Millery                                                                     | 49° 06′ 50″ N, 7° 10′ 47″ E  | Bliesbruck             | France      | Millery                       |                                                                                   | 1960          |
| Rond-point de Montebelluna                                                         | 48° 31′ 30″ N, 2° 38′ 35″ E  | Dammarie-les-Lys       | France      | Montebelluna                  |                                                                                   |               |
| Rue de Motten                                                                      | 49° 14′ 01″ N, 0° 14′ 58″ O  | Ranville               | France      | Motten                        |                                                                                   | 2014          |
| Rue de Newcastle                                                                   | 48° 41′ 29″ N, 6° 11′ 58″ E  | Nancy                  | France      | Newcastle upon Tyne           | Rue Charles-III                                                                   | 2019          |
| Allée Olivet (allemand : Olivet-Allee)                                             | 53° 48′ 26″ N, 10° 21′ 59″ E | Bad Oldesloe           | Allemagne   | Olivet                        |                                                                                   | 2004          |
| Avenue de Rostov-sur-le-Don                                                        | 48° 00′ 22″ N, 0° 11′ 47″ E  | Le Mans                | France      | Rostov-sur-le-Don             |                                                                                   |               |
| Rue de Ruhla,                                                                      | 50° 19′ 52″ N, 3° 20′ 15″ E  | Escaudain              | France      | Ruhla                         |                                                                                   | 2013          |
| Rue de Rotterdam                                                                   | 50° 37′ 50″ N, 5° 34′ 01″ E  | Liège                  | Belgique    | Rotterdam                     |                                                                                   |               |
| Rue de Sprimont                                                                    | 48° 58′ 26″ N, 2° 20′ 45″ E  | Montmagny              | France      | Sprimont                      |                                                                                   |               |
| Rond-point de Tata                                                                 | 48° 30′ 56″ N, 2° 38′ 01″ E  | Dammarie-les-Lys       | France      | Tata                          |                                                                                   |               |
| Piazza Terracina                                                                   | 50° 43′ 01″ N, 3° 31′ 49″ O  | Exeter                 | Royaume-Uni | Terracine                     |                                                                                   | 1996          |
| Rue d’Ústí-nad-Labem (russe : улица Усти-на-Лабе, oulitsa Ousti-na-Labe)           | 56° 08′ 31″ N, 40° 25′ 35″ E | Vladimir               | Russie      | Ústí nad Labem                | Rue de l’Elektrozavod (russe : Электрозаводская улица, Elektrozavodskaïa oulitsa) | 1975          |
| Square de Vacha                                                                    | 48° 02′ 01″ N, 0° 14′ 25″ E  | Sargé-lès-le-Mans      | France      | Vacha                         |                                                                                   |               |
| Rue de Vallendar                                                                   | 46° 52′ 10″ N, 3° 38′ 34″ E  | Cercy-la-Tour          | France      | Vallendar                     |                                                                                   |               |
| Square de Vallendar                                                                | 46° 52′ 10″ N, 3° 38′ 36″ E  | Cercy-la-Tour          | France      | Vallendar                     |                                                                                   |               |
| Rue de Voronej (tchèque : Voroněžská)                                              | 49° 12′ 56″ N, 16° 35′ 06″ E | Brno                   | Tchéquie    | Voronej                       |                                                                                   | 1970          |
| Carrefour de Zschopau                                                              | 48° 22′ 27″ N, 2° 48′ 20″ E  | Moret-Loing-et-Orvanne | France      | Zschopau                      |                                                                                   |               |
| Esplanade des Villes-Jumelées                                                      | 49° 17′ 14″ N, 0° 07′ 01″ O  | Cabourg                | France      | Voir les jumelages de Cabourg |                                                                                   | 2019          |
| Rue de Tamines                                                                     | 47° 08′ 08″ N, 4° 57′ 06″ E  | Nuits-Saint-Georges    | France      | Tamines                       |                                                                                   |               |
| Rue de Bingen                                                                      | 47° 08′ 22″ N, 4° 57′ 30″ E  | Nuits-Saint-Georges    | France      | Bingen am Rhein               |                                                                                   |               |
| Rue d'Hitchin                                                                      | 47° 08′ 33″ N, 4° 57′ 21″ E  | Nuits-Saint-Georges    | France      | Hitchin                       |                                                                                   |               |
| Rue d'Ichinomiya                                                                   | 47° 08′ 40″ N, 4° 57′ 37″ E  | Nuits-Saint-Georges    | France      | Ichinomiya (en) (Fuefuki)     |                                                                                   |               |
| Rue d'Avanos                                                                       | 47° 08′ 38″ N, 4° 57′ 33″ E  | Nuits-Saint-Georges    | France      | Avanos                        |                                                                                   |               |
| Rue d'Eguisheim                                                                    | 47° 08′ 37″ N, 4° 57′ 38″ E  | Nuits-Saint-Georges    | France      | Eguisheim                     |                                                                                   |               |